# Sibovia sororia
Sibovia sororia är en insektsart som beskrevs av Fowler 1900. Sibovia sororia ingår i släktet Sibovia och familjen dvärgstritar. Inga underarter finns listade i Catalogue of Life.